# Mericle Rock
Mericle Rock är en kulle i Antarktis. Den ligger i Östantarktis. Nya Zeeland gör anspråk på området. Toppen på Mericle Rock är 2 174 meter över havet, eller 274 meter över den omgivande terrängen. Bredden vid basen är 2,0 km.
Terrängen runt Mericle Rock är varierad. Trakten är obefolkad. Det finns inga samhällen i närheten.